# Rodywił
Rodywił herbu Sulima  (ur. w XIV w., zm. w XV w.) – bojar litewski, adoptowany podczas unii horodelskiej (1413).

## Życiorys

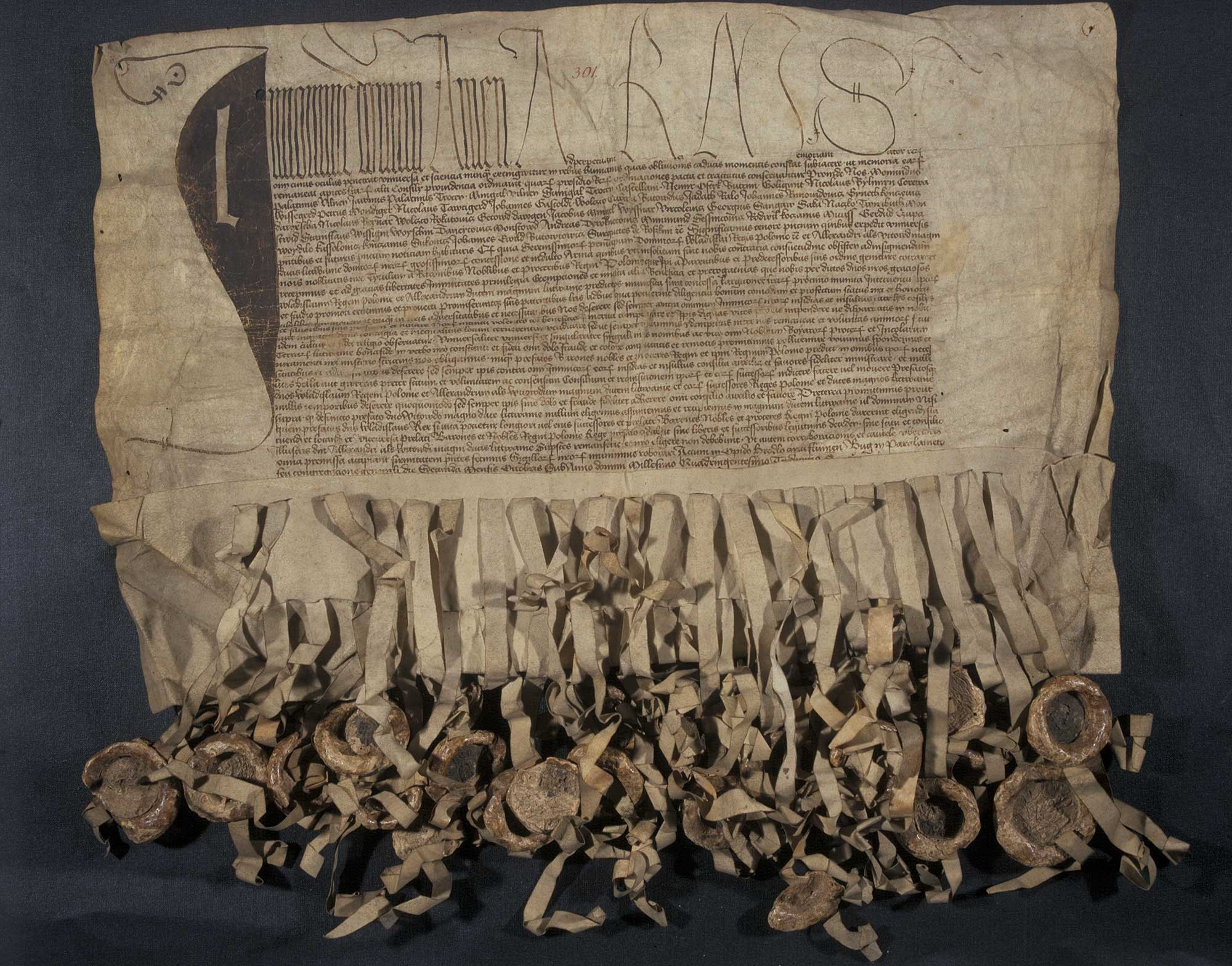
Dokument unii horodelskiej z 1413 roku z przyczepionymi pieczęciami

W 1413 roku podczas unii horodelskiej doszło do przyjęcia przez polskie rodziny szlacheckie, bojarów litewskich wyznania katolickiego (tzw. adopcja herbowa). Jednym z ważniejszych dowodów tamtego wydarzenia jest istniejący do dziś dokument, do którego przyczepione są pieczęcie z wizerunkami herbów szlacheckich.
Z dokumentu dowiadujemy się o istnieniu Rodywiła, który został adoptowany przez przedstawicieli Sulimów.
Mimo identyczności imienia, nie miał on nic wspólnego z innym adoptowanym podczas unii horodelskiej Radziwiłłem, protoplastą Radziwiłów h. Trąba. Imię Radziwił, nie należało w XV w. w Wielkim Księstwie Litewskim do rzadkich i współcześnie żyło tam znacznie więcej bojarów noszących to imię. 
Radziwił, adoptowany w 1413 roku przez ród Sulimów, jest prawdopodobnie identyczny z bojarem Radziwiłem (Radiwil), który z ojcem swym Wojszywidem (Woyschywid) podpisał unię wileńską z 1401 roku.  

### Życie prywatne
Jego ojciec jest poza tą wzmianką nieznany w historii, nie wiadomo też czy można go w jakikolwiek sposób powiązać z Wojszwiltami (Wysewilte, Waysewilte), czyli osadą wspominaną w rejzach krzyżackich, która raczej pozostaje w związku z Wojszwiltem, bojarem litewskim, występującym w dokumentach historycznych z lat 1358–1370.  
Nie ulega wątpliwości natomiast, że nasz Radziwił pozostawił potomstwo. Albowiem dnia 1 sierpnia 1439 roku, Jerzy i Stanisław, synowie Radziwiła, zapisują franciszkanom z Wilna dziesięcinę w formie zboża z dworu swego, noszącego nazwę Pomusie. Do dokumentu wydanego w Solecznikach, który dochował się w doskonałym stanie, przywiesili oni pieczęć z herbem Sulima, wyobrażającym połuorła zwróconego w prawą stronę, pod którym rozłożone zostały trzy kamienie, napis z tyłu pieczęci jest nieczytelny. Dwór Pomusie (Pomoszche), leży nad rzeką Mussą, dopływem Wilji w pobliżu Muśnik. 
Brak wskazówek historycznych co do dalszych losów rodziny Rodywiła. 

## Powiązania

### Radziwiłłowie
Muśniki, obok których zaraz znajdowały się ziemie, należące do dzieci Rodywiła, były starą osadą Ościków, a później spokrewnionych z Ościkami, Radziwiłów h. Traby. Jest to szczegół zastanawiający ze względu na to, że oprócz tej wspólnej siedziby łączy oba rody wspólność dwóch imion: Radziwił i Stanisław (brat Radziwiła Ościkowicza miał także imię Stanisław) tak jakby to były dwie gałęzie tego samego rodu. Jednakże, na tę rodową wspólność nie istnieje żaden dowód.

### Hamszejowie
Jeśli legenda o przynależności Hamszejów-Wiesztortowiczów do rodu Sulimów opiera się na historycznych podstawach, to można by zaliczyć jako spokrewnionego z Rodywiłem, niejakiego Miszka Wiesztortowicza, dzierżawcę słonimskiego oraz Jacka Wiesztortowicza, występującego w 1472 roku i sporządzającego w 1484 roku testament, w którym czyni zapis na rzecz kościoła w Mejszagole jako też na rzecz swojej żony Anny, dając jej dwór w Podbereziu.

### Gudygerdowiczowie
Polski historyk, Władysława Semkowicz, bez wahania zalicza występujących w końcu XV w. synów Zawiszy Gudygerdowicza; Cherubina i Serafina, z których drugi jest w 1495 roku marszałkiem nadwornym ówczesnego biskupa wileńskiego; do spokrewnionej z Rodywiłem części rodu Sulimów, ponieważ – jak twierdzi – ich imiona są dla rodu Sulimów niezwykle typowe i tradycyjne.